# Traceroute (película)
Traceroute es una película documental austro-estadounidense de 2016 dirigida por Johannes Grenzfurthner . El documental autobiográfico y la road movie aborda la historia, la política y el impacto de la cultura nerd . Grenzfurthner llama a su película un "viaje personal a las profundidades inexploradas de la cultura nerd, un reino lleno de peligros, criaturas y condiciones de trabajo más o menos precarias",  un intento de "perseguir los fantasmas del pasado, presente y futuro del nerddom". "  La película fue coproducida por el grupo artístico monochrom y Reisenbauer Film. Incluye música de Kasson Crooker, Hans Nieswandt y muchos otros.

## Concepto
El artista y autoproclamado nerd Johannes Grenzfurthner está documentando su viaje personal por carretera desde la costa oeste a la costa este de los Estados Unidos, para presentarle al público los lugares y las personas que dieron forma e inspiraron su arte y su política. Traceroute es una reflexión sobre las propias raíces nerddom de Grenzfurthner, un "juego de estilo en la carretera por los Estados Unidos mientras visita íconos de la contracultura, lo extravagante y lo generalmente cuestionable".  Grenzfurthner resume el concepto en una entrevista para Boing Boing : "Es una película sobre biografías, obsesiones y espacios de posibilidad; en otras palabras, algo entre el abrazo amoroso y la vivisección despiadada. Mantener una metavisión crítica era igualmente importante para Yo me abandono a balbuceos insondables de adoración, y todo eso funciona por una simple razón: porque doy un paso adelante, presentándome y confesando mi culpa como en Alcohólicos Anónimos, para luego partir y visitar las mejores destilerías de whisky. En mi caso estos destinos no son productores de whisky, sino personas, lugares y símbolos de una cultura pop muy especial".  En Film Threat, añade: "Para mí era importante separar el nerddom, no sólo analizándolo, sino también explorando su potencial de grandeza". La película incorpora arte e ilustraciones de James Brothwell, Bonni Rambatan, Michael Marrak, Karin Frank, Ben Lawson, Michael Zeltner, Josh Ellingson y eSeL en un collage cinematográfico  que se inspira en los fanzines de los noventa y la estética punk, la cultura BBS y ANSI. Arte y arte fantástico .  Hannah Sayer, de UK Film Review, resume el estilo artístico de la película en su reseña: "Existe una sensación real de que se trata de una exploración colaborativa de la creatividad: de lo viejo y lo nuevo, del pasado y el presente, y de lo tradicional. y lo digital. El uso de fotografías y dibujos intercalados entre las entrevistas con varias personas asociadas con la cultura nerd muestra un enfoque artístico del material y estas imágenes actúan como instantáneas reflexivas de momentos en el tiempo, reforzando la importancia de mirar hacia el pasado como Además de mirar hacia el futuro de la era digital". 

## Elenco
Traceroute incluye entrevistas con Matt Winston, Sandy Stone, Bruce Sterling, Jason Scott, Christina Agapakis, Trevor Paglen, Ryan Finnigan, Kit Stubbs, V. Vale, Sean Bonner, Allison Cameron, Josh Ellingson, Maggie Mayhem, Paolo Pedercini, Steve Tolin, Dan Wilcox, Jon Lebkowsky, Jan "Varka" Mulders (de Bad Dragon ), Adam Flynn, Abie Hadjitarkhani, Kelly Poots y algunas apariciones especiales (por ejemplo, la portavoz del Servicio de Parques Nacionales Vickie Carson, el hacker Nick Farr y el curador cultural Scott Beale ).Metronaut escribe: " Traceroute ofrece una visión profunda del mundo del nerddom. Una mujer que crea queso a partir de bacterias con pies sudorosos. Un hombre que quiere construir una red gigante de contadores Geiger independientes. O una trabajadora sexual que se identifica como un nerd. Multitud de temas y personas muestra cómo ser un nerd no se limita a la programación y las computadoras". 

## Producción
Grenzfurthner realizó un espectáculo de stand-up llamado Schicksalsjahre eines Nerds en el Teatro Rabenhof de Viena en 2014. Partes de este programa forman la base de Traceroute .  El guion básico, aunque muchas escenas y entrevistas fueron improvisadas, fue escrito por Johannes Grenzfurthner. El idioma principal de la película es el inglés, pero presenta imágenes de archivo en alemán.

### Rodaje
La fotografía principal comenzó el 5 de marzo de 2015 y finalizó el 27 de marzo de 2015.  La película utilizó técnicas de microfilmación y cine de guerrilla en su producción.

### Diseño de sonido
Daniel Hasibar y Christian Staudacher crearon el diseño sonoro y el paisaje sonoro subyacente a la narración de Grenzfurthner.

## Música
La película cuenta con música de Peter Barnett, Kasson Crooker, Damien Di Fede, Matthew Huffaker, Brady Leo, Vera Lynn, Kevin MacLeod, Hans Nieswandt, Roger Sandega y Eric Skiff, entre otros.

## Distribución
El estreno mundial de la película tuvo lugar en el Festival de Cine Independiente de Nueva York el 28 de abril de 2016.  El estreno europeo tuvo lugar en el DOK.fest Munich ( Internationales Dokumentarfilmfestival München ) el 13 de mayo de 2016.  La película se ha proyectado en varios festivales y convenciones de cine, incluidos Hackers on Planet Earth 2016, Gen Con 2016, European Media Arts Festival 2016  en Osnabrück, Dutch Design Week 2016, NRW-Forum 2016, Print Screen Festival 2016  en Tel Aviv, FrackFest 2016, Festival de Cine Radical de Norwich, Congreso de Comunicación del Caos 2016 y Festival Internacional de Cine Documental de Guangzhou 2016. La película se estrenó en cines en Austria en 2016.Traceroute se lanzó digitalmente el 21 de marzo de 2017.  

## Recepción

### Crítica
Las críticas de la película han sido positivas. Bradley Gibson de Film Threat le da a Traceroute 10/10 puntos y escribe: " Traceroute es lo más divertido que he tenido viendo un documental. Si eres un nerd (y lo eres), este es el viaje por carretera que siempre has deseado. para llevarlo con tu amigo más inteligente y geek. No querrás volver a casa. Es Cosmos. Es DragonCon sobre ruedas. Es tu fantasía sexual favorita. Es un móvil de protesta subversivo no violento empapado de alcohol y conectado a WiFi. Está actualizado en On The Road. con tecnología, ciencia, pseudociencia, sexo y fandom".  Chris Higgins de Mental Floss escribe sobre Traceroute : "Como muchos nerds han notado, hay un exceso de documentales positivos para nerds, pero tienden a ser demasiado serios o demasiado centrados en las trampas del fandom para en realidad dicen mucho. Traceroute logra ser una película real, con humor y verdadera visión (a veces reclamada por nosotros, y deliciosamente anulada, con una etiqueta HTML falsa 'INSIGHT' parpadeante en pantalla), principalmente porque se centra en el viaje personal de Grenzfurthner. y no se toma a sí mismo demasiado en serio. Digámoslo de otra manera: el director se utiliza a sí mismo y a un puñado de sujetos para crear su historia, y esa especificidad, junto con su alegría, hace que funcione. En un momento, lame el cromo. cabeza de un accesorio de Terminator . Luego lame un accesorio de cabeza de zombie. Luego lame al propio maestro de accesorios. Es delicioso".  La revista de cultura pop Boing Boing llama a Traceroute "una biografía brillante y vertiginosa de una especie altamente enigmática. [...] Traceroute es un empirismo individual radical, un rompecabezas biográfico narrativo y una matriz de proyección experimental. A pesar de la continua saciedad de estímulos, es maravilloso divertido: la película hace cosquillas en las sinapsis con un cóctel perfectamente mezclado de contexto y extravagancia colectivamente compartido". 
Patrick Lichty, de la revista de cultura en red Furtherfield, lo llama "mágico (...) Después de ver Traceroute, me quedé con una verdadera euforia y un sentimiento profundamente reflexivo al mismo tiempo. (...) Lo que Traceroute revela es la tradición de alteridad justo debajo la superficie de la cultura occidental, y que tiene un efecto poderoso en nuestra conciencia de masas, ya sea que esté a la vista o no".  Felix Knoke de Engadget Alemania escribe: "Para mí es el mejor documental nerd que he visto hasta ahora. Simplemente por el hecho de que no se toma a sí mismo tan en serio como los demás. (...) Traceroute merece grandes elogios porque representa una definición de la vieja escuela de cultura nerd, una que nunca es compatible con fintech, unicorn e iGod".  El crítico de cultura pop Thomas Kaestle comenta: " Traceroute es juego, desafío, enciclopedia y viaje sentimental, todo en uno. Como documental está compuesto con gran habilidad. Y como narración es altamente compatible. Esta película, de paso,, barrerá a los proclamados nerds. Y tocará los corazones de aquellos que todavía necesitan alguna explicación".  Diamond in the Rough Films elogia la presentación y la narración de Grenzfurthner: "Este documental funciona de maneras muy poco convencionales, entre ellas nuestro valiente protagonista. Grenzfurthner es absolutamente encantador como nuestro presentador y su narración es perfecta ( "El acento es tan genial al estilo Werner Herzog ). Es realmente raro en un documental sobre una persona no tan famosa que casi instantáneamente te convenzas y te involucres en su viaje personal".  El bloguero y autor de ciencia ficción Cory Doctorow afirma sobre Traceroute que "Johannes es un lunático brillante de una rareza incomparable y encantadora".  La revista MicroFilmmaker escribe: "Las diferentes personas con las que Grenzfurthner conversó fueron realmente interesantes y la forma orgánica en que se movía de un lugar a otro fue intrigante. [...] Descubrirá que ha aprendido muchísimo sobre tecnología, nerd y Estados Unidos". Richard Propes (The Independent Critic) escribe: "Es desafiante. Invita a la reflexión. Es sorprendentemente honesto. Está bien investigado. [...] Si no espera nada más que su habitual documental nerd con su ternura de cosplay y jugadores asociales, no solo te decepcionarás, sino que probablemente te traumatizarás. Grenzfurthner está claramente dispuesto a desafiar la cultura, los estereotipos, los pensamientos aceptados y casi todo lo demás. Hay una dosis saludable de sexualidad en Traceroute, que uno podría esperar, sin embargo. Grenzfurthner también sumerge la película en la política, el activismo y los cambios sociales. [...] Refrescantemente desprovisto de la pretenciosidad que tan a menudo se encuentra entre las películas verdaderamente intelectuales, Traceroute es al mismo tiempo un viaje personal maravilloso y una experiencia cinematográfica inmensamente satisfactoria". 

### Premios
La película ganó el premio al Mejor Largometraje Documental en el Phuture Con Festival 2016 (Denver, EE. UU./Sapporo, Japón),  el Premio al Mérito al Largometraje Documental en el Accolade Global Film Competition 2016,  el premio al Mejor Largometraje Documental en los Subversive Film Awards 2016 en Los Ángeles,  el Premio al Mérito en los premios The Indie Fest Awards en varias categorías (Largometraje Documental, Historia / Biográfico, Turismo / Viajes, Temas Contemporáneos / Sensibilización)  y la Mención de Honor premio en el Festival Internacional de Cine The Indie Gathering 2016.  Fue nominada al Premio Austriaco de Documental (ADA) de 2016.  El hackerspace Voidwarranties de Amberes, Bélgica, otorgó a Traceroute el título de "Película nerd del año 2016".  Traceroute es finalista del concurso de los Filmmatic Filmmaker Awards 2016.  Diamond In The Rough Film Festival 2016 en Cupertino, California, premio a Traceroute como Mejor Largometraje Documental,  Celludroid Film Festival 2016 en Ciudad del Cabo . Sudáfrica, premiada por la película Mejor Documental  y FrackFest 2016 en Oklahoma City, Oklahoma, le otorgó a Traceroute el premio Best of the Fest y el premio Best Doc of the Fest.  La película también fue semifinalista del Premio Golden Kapok en el Festival Internacional de Cine Documental de Guangzhou 2016.  El montaje de Johannes Grenzfurthner fue nominado a "Mejor montaje" en el Festival Filmplus 2017, Colonia, Alemania. 

## Continuación
En una entrevista de 2016 con Chris Gore de Film Threat, Johannes Grenzfurthner debatió la posibilidad de una secuela, un viaje a destinos en Europa del Este con el objetivo de conducir desde Viena al cosmódromo de Baikonur .  Grenzfurthner cambió el concepto y creó Glosario de sueños rotos (2018), que considera una secuela o seguimiento libre.  